# Emilie Balátová-Tuláčková
Emilie Balátová-Tuláčková (1. listopadu 1926 Záhřeb – 21. května 2005 Brno) byla československá botanička a ekoložka, která se specializovala na fytocenologický a synekologický výzkum lučních biotopů.

## Život

### Mládí a studia
Emilie Tuláčková se narodila v roce 1926 v Záhřebu, kde její otec Rudolf Tuláček působil jako profesor hry na kontrabas a sólista hry na tento hudební nástroj v záhřebské opeře a filharmonii. Od roku 1933 v Záhřebu navštěvovala obecní školu, než se s rodiči na konci roku 1937 přestěhovala do Brna. Zde vystudovala reálné gymnázium, poté navázala studiem chemie a přírodopisu na Masarykově univerzitě v Brně. Během vysokoškolského studia měl na její botanické směřování značný vliv Josef Podpěra, u kterého po část studií působila jako pomocná vědecká síla, a který vedl i její dizertační práci o Šíření semen moravských stepních rostlin. Promovala v roce 1952, kdy obdržela titul doktorky přírodních věd. Doktorský titul (DrSc.) na Akademii věd obdržela v roce 1986 za práci Mokřadní louky ČSSR se zvláštním zaměřením na České země.

### Zaměstnání
V roce 1951 krátce působila jako středoškolská učitelka chemie a přírodopisu v Bohumíně, následující rok se s manželem, ornitologem Františkem Balátem přestěhovala do Bratislavy. Od sňatku užívala obě svá příjmení rovnocenně. Již v roce 1953 se Balátová-Tuláčková natrvalo přestěhovala do Brna, kde nejprve nastoupila do Výzkumného ústavu krmivářského ČSAZV, od roku 1956 působila jako vědecká aspirantka v Geobotanické laboratoři ČSAV (od roku 1962 začleněné pod brněnskou pobočku Botanického ústavu ČSAV). Na tomto pracovišti setrvala až do svého penzionování v roce 1985. V 80. letech 20. století spolupracovala s Botanickým ústavem Kubánské akademie věd.
Je autorkou zhruba 160 vědeckých prací publikovaných v odborných časopisech, sbornících i monograficky v češtině, němčině, angličtině, španělštině a francouzštině. Psala také do populárně-naučných přírodovědecky zaměřených časopisů, jako je Živa.

## Vědecké zaměření
První botanická, absolventská práce Balátové-Tuláčkové byla zaměřená floristicky na okolí Kovářové u Nedvědice u hradu Pernštejn. Po celý profesní život botanička byla věrná tématu luk a lučních společenstev. Věnovala se fytocenologii – vegetačnímu mapování Moravy, Slezska a částečně též Slovenska, později také Rakouska a severní Itálie. K typovým lokalitám jejího výzkumu patřily například Zábřežské louky na Opavsku. I v 21. století jsou ceněné její práce o loukách a mezofilních pastvinách vegetační třídy Molinio-Arrhenatheretea. Nejenom v rámci této třídy popsala řadu nižších vegetačních jednotek na úrovni svazů a asociací.
Během pobytů na Kubě v 80. letech 20. století školila místní botaniky v analýze a syntéze fytocenologických dat. Se svým kolegou Pedrem Herrerou z tohoto karibského ostrova popsala tři nové druhy rostlin – vítod (Polygala omissa) a dva zástupce rodu zornie (Zornia dichotoma, Z. arenicola). U názvů rostlin i vegetačních jednotek je její autorství udáváno zkratkou Bal.-Tul.
Zasazovala se rovněž v otázkách ochrany lučních biotopů, navrhla k vyhlášení několik rezervací, např. Moravanské lúky u Koryčan. V 90. letech intenzivně spolupracovala se Správou CHKO Žďárské vrchy.